# Liste des cardinaux créés par Nicolas V (antipape)
L'antipape Nicolas V (1328-1333) a créé 9 pseudo-cardinaux dans 4 consistoires.

## 15 mai1328
- Giacomo Alberti, évêque de  Castello
- Franz Hermann, abbé de Fulda (?)
- Bonifazio Donoratico, O.P., évêque de  Chiron, Crète
- Nicola Fabriani, O.E.S.A., provincial de son ordre et inquisiteur
- Pietro Oringa
- Giovanni Arlotti, chanoine de la basilique  Saint-Pierre, Rome

## Septembre1328
- Paolo da Viterbo

## 19 (ou 20) janvier1329
- Giovanni Visconti, chanoine à Milan et abbé  de S. Ambrogio à  Milan

## Vers1329
- Pandolfo Capocci, pseudo-évêque de Viterbe.